# Гумбольдт-Редвудс
Не следует путать с парком штата Гумбольдт-Лагунс и историческим парком штата Форт-Гумбольдт, также расположенными в Калифорнии.
Гумбольдт-Редвудс (англ. Humboldt Redwoods State Park, рус. Парк штата «Секвойи Гумбольдта») — парк штата, расположенный в округе Гумбольдт (штат Калифорния, США). Занимает 3-е место по площади из 87 парков штата Калифорнии.

## Описание
Площадь парка составляет 209,024 км², основан он был в 1921 году лигой «Спасём секвойи». Основная часть площади будущего парка была выкуплена ими у лесозаготовительной компании Pacific Lumber Company. Своё название парк получил в честь немецкого учёного Александра фон Гумбольдта. Парк входит в состав эко-региона Прибрежные леса Северной Калифорнии. По парку протекает река Саут-Форк-Ил и её приток Булл-Крик, а также через парк проходит автодорога «Авеню гигантов» — туристский маршрут, вдоль которого растут очень высокие секвойи. Вдоль восточной границы парка проходит автодорога US 101. По парку проложено около 160 километров пеших троп, оборудовано около 250 мест для туристической стоянки, в том числе несколько конных стоянок.
Непосредственно у восточной границы парка находится поселение Уиотт, у юго-восточной — Майерс-Флэт и Миранда, у северной — Редкрест.
В парке растёт крупнейший в мире девственный лес (Лес Рокфеллера) секвой, в котором находится Стратосферный гигант — 4-е по высоте дерево в мире (высота 112,94 метров в 2004 году). Всего в парке произрастают около 100 из 137 известных деревьев высотой выше 110 метров. Кроме секвой в парке в заметном количестве встречается дерево псевдотсуга Мензиса.

## См. также

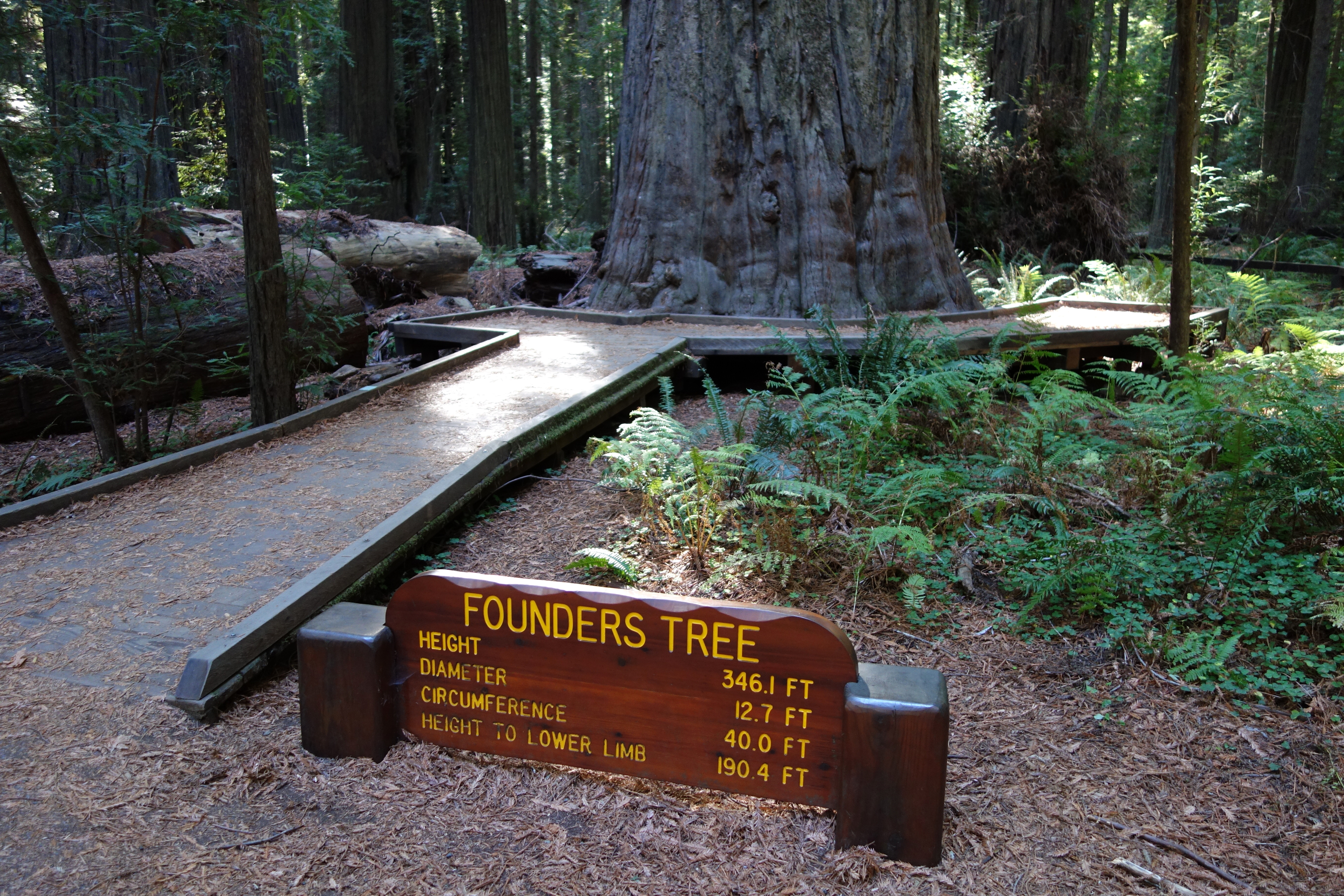
«Дерево-основатель. Высота 105,5 м, диаметр 3,87 м, длина окружности 12,19 м, расстояние до нижней ветви 58 м».
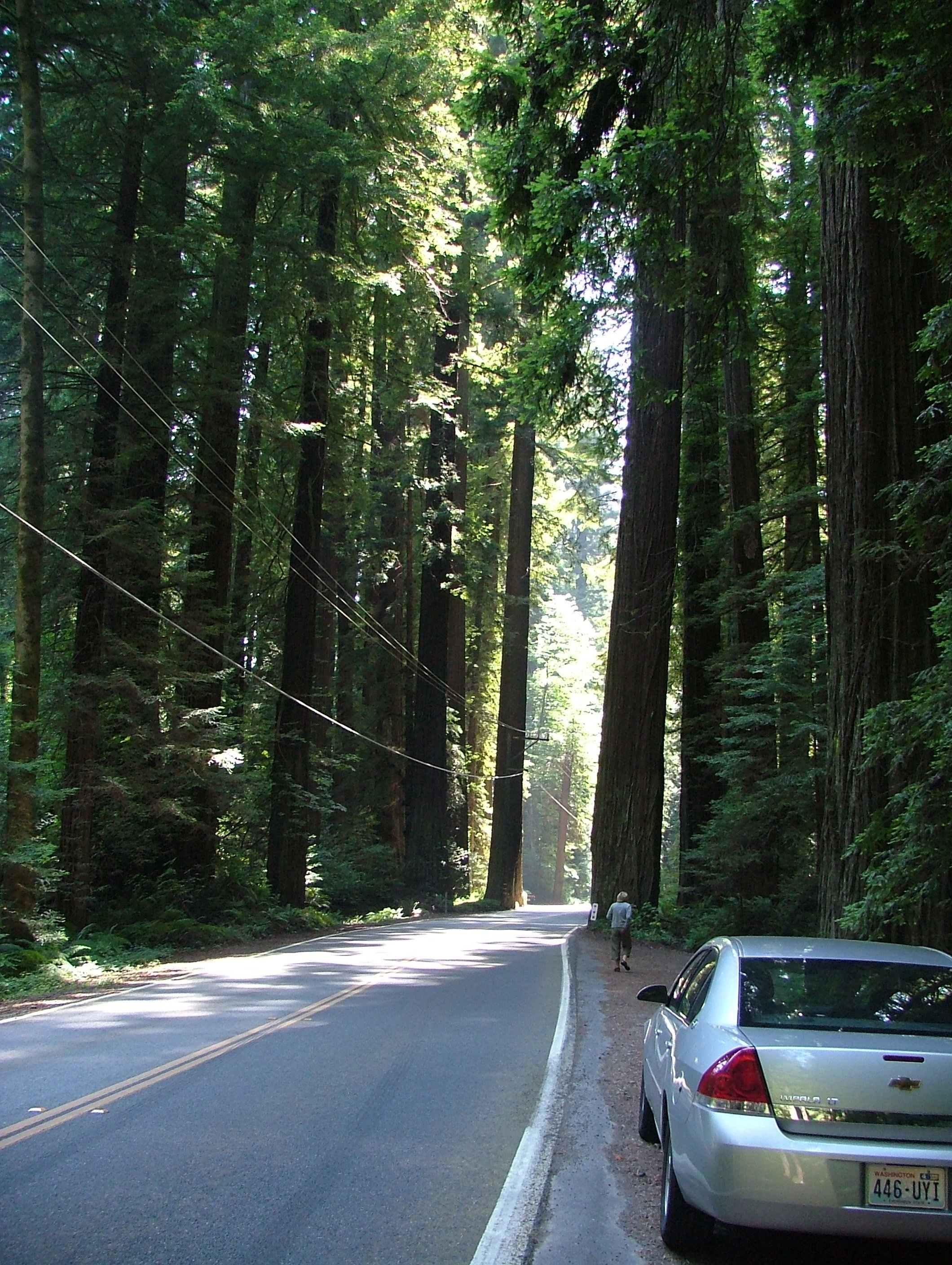
Авеню гигантов
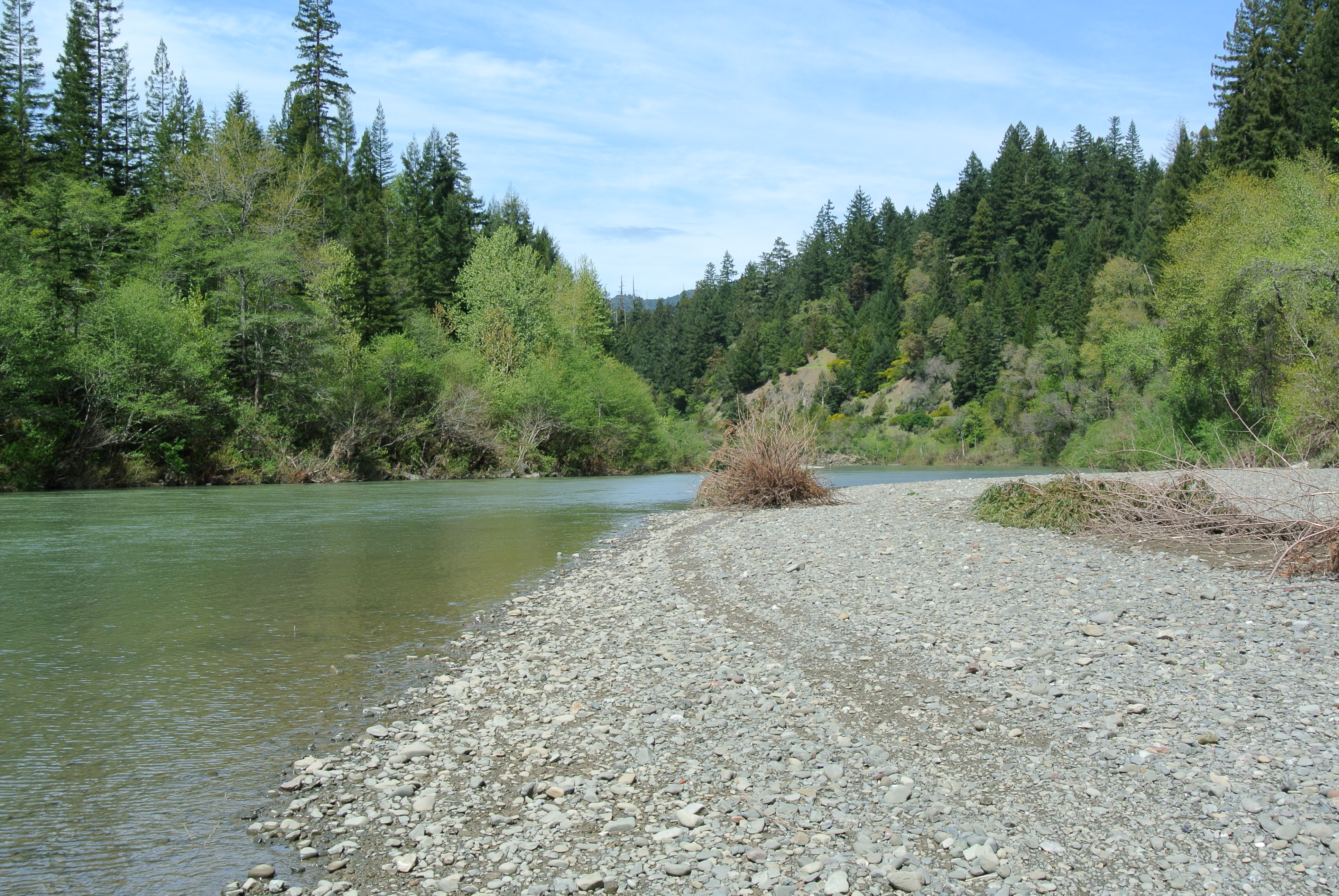
Река Саут-Форк-Ил в парке
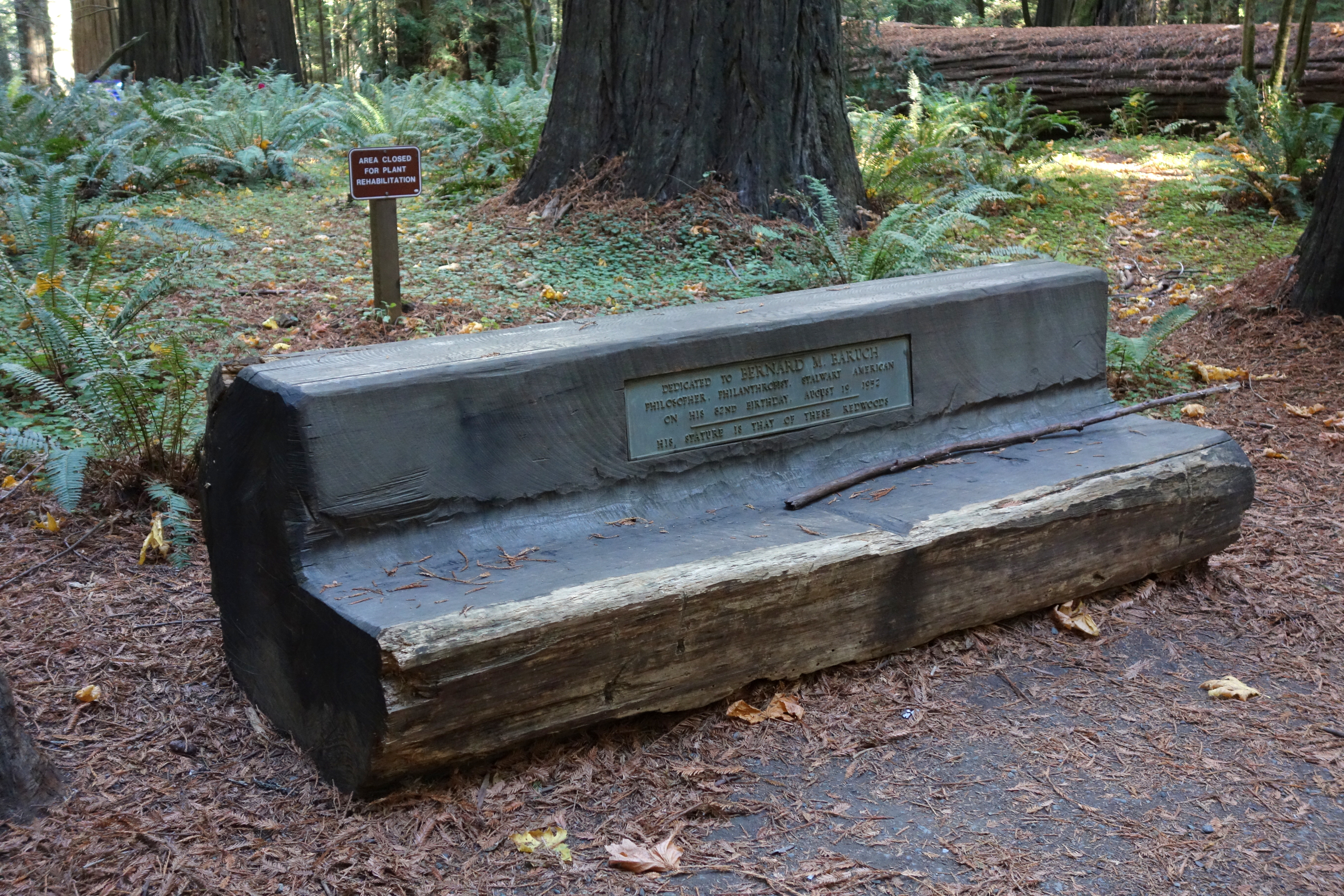
Мемориал Бернарду Баруху